# Alfred Volk
Alfred Volk (* 4. Juli 1953; † 29. Januar 2022 in Dudenhofen) war ein deutscher Fußballspieler. Von 1972 bis 1974 hat der Stürmer beim FV Speyer in der damals zweitklassigen Fußball-Regionalliga Südwest 54 Punktspiele absolviert und dabei 15 Tore erzielt. Sein „Fallrückzieher“ vom 26. August 1973 beim 4:3-Sieg gegen den 1. FC Saarbrücken wurde zum Tor des Monats gewählt.

## Laufbahn
Der Offensivspieler durchlief in der Domstadt am Rhein die Jugendabteilung von Schwarz-Weiß Speyer und bekam zur Saison 1972/73 einen Vertrag beim Regionalligisten FV Speyer. In die Runde starteten die Blau-Weißen vom Stadion am Roßsprung mit Trainer Rudi Fischer nach fünf Spieltagen mit 0:10 Punkten. Ab dem 8. Oktober übernahm Karl-Heinz Schmal die Trainingsleitung des Tabellenletzten. Am 22. Oktober brachte Schmal den jungen Angreifer beim Heimspiel gegen Südwest Ludwigshafen erstmals in der Regionalliga zum Einsatz. Volk erzielte bei 23 Einsätzen sieben Tore und der FV Speyer belegte am Rundenende den zwölften Tabellenplatz. Seine Tore erzielte er in sieben Spielen, die jeweils zu Punktgewinnen für seine Mannschaft führten. Er traf bei den Erfolgen gegen Bellheim (3:1), Pirmasens (2:1), Trier (2:1) und Eisbachtal (3:1); bei den jeweiligen 1:1-Punktgewinnen gegen Alsenborn, Neuendorf und Theley zeichnete er sich als alleiniger Torschütze an der Seite der Mitspieler Bernhard Schwarzweller, Roland Grömling, Klaus Lerch, Ernst Tober, Hans-Jürgen Ludwar, Rolf Messemer und Heinz und Peter Volandt aus.
Im letzten Jahr der alten zweitklassigen Regionalliga, 1973/74, belegte der FV Speyer den 15. Rang. Angreifer Volk hatte in 22 Einsätzen acht Tore erzielt. Herausragend waren seine zwei Treffer am 26. August 1973 beim 4:3-Heimerfolg gegen den späteren Vizemeister 1. FC Saarbrücken. Sein „Fallrückzieher“ gegen die Elf von Trainer Herbert Binkert und seinen beiden Abwehrstützen Jürgen Muche (Torhüter) und Libero Egon Schmitt wurde in der ARD zum Tor des Monats gewählt. Das letzte Regionalligaspiel absolvierte Volk am 24. März 1974 bei der 0:1-Heimniederlage gegen Meister Borussia Neunkirchen an der Seite des Sturmkollegen Gerhard Schäfer.
In der Saison 1975/76 spielte er für den Zweitligaabsteiger Wormatia Worms in der 1. Amateurliga Südwest. Er erzielte 19 Tore in 32 Spielen und verhalf so der Wormatia zur Meisterschaft und der damit verbundenen Teilnahme an den Aufstiegsspielen zur 2. Bundesliga. Dort unterlag man im letzten und entscheidenden Spiel Eintracht Trier mit 4:5. In der denkwürdigen Partie mit drei Elfmetern für Trier und einem Platzverweis für Wormatia-Spieler Peter Klag nach Schiedsrichterbeleidigung wurde Volk in der 70. Minute eingewechselt.
Danach war Alfred Volk noch für den FV Dudenhofen und den FV Hanhofen aktiv.